# Argeo
Argeo (in greco antico: Ἀργεῖος?, Arghêios) è un personaggio della mitologia greca. Fu un Argonauta.

## Genealogia
Figlio di Frisso e Calciope e fratello di Frontide,  Citissoro e Mela. Pausania gli attribuisce anche un quarto fratello di nome Presbone.

## Mitologia
Prese parte con i suoi fratelli nel viaggio verso la Colchide ed in seguito si unì agli Argonauti. 
Secondo alcuni morì nella spedizione di Eracle contro Laomedonte; secondo altri, insieme a suo fratello Mela, morì nella conquista di Ecalia. Eracle, avendo promesso a suo padre di riportarglielo a casa, prese le ceneri e gliele consegnò.

### Fonti
- Apollonio Rodio, Argonautiche, libro II 1030-1230
- Pseudo-Apollodoro, Biblioteca, libro II -  7, 7

### Moderna
- Robert Graves, I miti greci, Longanesi, 1992
- Angela Cerinotti, Miti greci e di Roma antica, Giunti, 2018
- Anna Ferrari, Dizionario di mitologia, UTET, 2015, ISBN 88-02-07481-X